# ضريح السلطانية
ضريح السلطانية هو ضريح يعود للعصر المملوكي يقع في منطقة الالقرافة في القاهرة، يُعتقد أنه تم بناؤه في عقد 1350 وخٌصص لوالدة السلطان الناصر بدر الدين حسن.